# Orazio Navazzotti
Orazio Navazzotti (... – Casale Monferrato, 9 marzo 1624) è stato un letterato italiano.

## Biografia
Nacque nel Monferrato, tra Casale oppure Villanova, in data incerta. Suo padre si chiamava Guglielmo Navazzoni.
Si formò in letteratura  probabilmente presso l'Università di Pavia, dove ebbe come insegnante di elezione Stefano Guazzo (che lo spronò alla letteratura, e gli fu anche vicino durante la morte del padre), e come compagno di lettere Annibale Magnocavalli, appartenente all'Accademia degli Illustrati, dove più avanti anche il Navazzoni divenne accademico. Il suo maestro elaborò la prima biografia scritta dello studiso monferrino, presente nell'antologia La Ghirlanda (1591-1593 circa) della contessa Angela Bianca Beccaria. Orazio compose un madrigale per la nobildonna, cosa che, a detta del Guazzo, lo rese uno dei più importanti poeti emergenti dell'epoca, di tutto il pavesano.
Negli anni ottanta del Cinquecento scrisse e pubblicò le sue prime opere: il poema fiabesco con tre canti in rima ottava dell'Idralea (Torino, Er. N. Bevilacqua, 1585); e le Cento donne di Casale Monferrato (Pavia, G. Bartoli, 1591). L'Idralea contiene anche elogi per personalità di spicco come il vescovo Pietro Fauno. Le Cento Donne... è una raccolta di voci femminili (41 sonetti e 59 madrigali) che fu dedicata a Laura Gonzaga Martinengo.
Morì il 9 marzo 1624. È sepolto presso l'Abbazia di San Maurizio di Conzano, della Diocesi di Casale Monferrato.